# Арабеска (орнамент)
Арабеска (на италиански: arabesco]] „арабски“) е европейско название на сложните средновековни източни орнаменти, който съдържа геометрични и растителни елементи. Арабеската може да включва арабски калиграфични елементи. Особено разпространение получават арабеските в епохата на Ренесанса. По-късно арабески започват да наричат причудливите орнаменти, съставени само от растителни форми – сложно преплетени стилизирани стъбла, листа, цветя е други части от растения.
Арабеската се създава чрез повторение и умножение на един или няколко фрагмента от украсата.
В изкуствознанието на много европейски страни терминът арабеска има и по-тясно значение: орнамент само от стилизирани растителни мотиви.